# Ataman А093
Ataman А093 — автобус середнього класу українського виробництва, що випускається на АТ «Черкаський автобус» з 2012 року (у 2010-2012 роках до рестайлінгу випускався під назвою Богдан А093). Автобус має конструкцію кузова, побудовану на шасі та головних агрегатах японських автобусів Isuzu.
Після виходу підприємства зі складу корпорації «Богдан» у 2011 році та рестайлінгу у 2012 році всі моделі автобусів, що випускаються, змінили свою назву з Богдан на Ataman.

## Модифікації

### Відмінності від Богдан А093

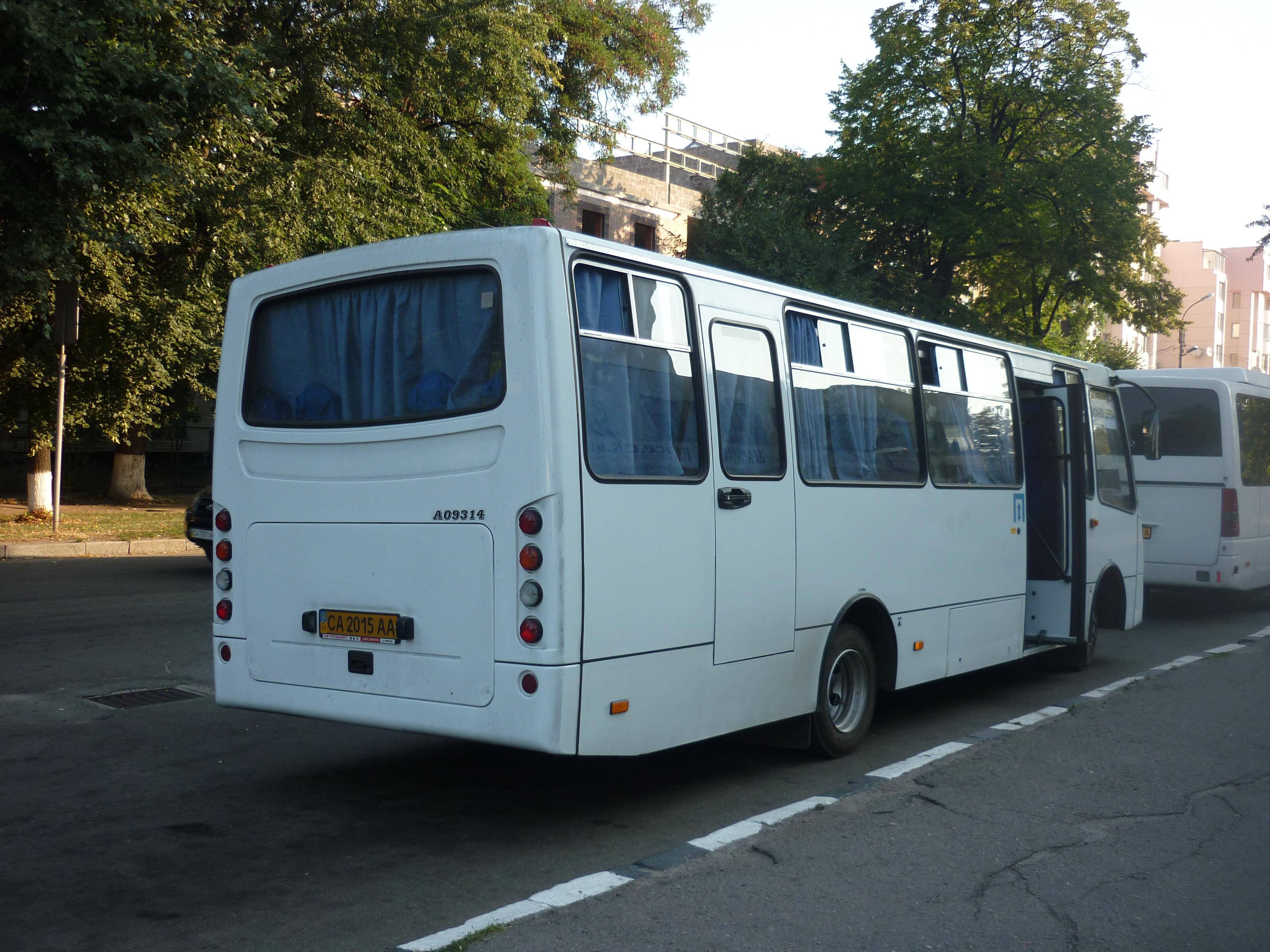
Задня частина AtamanA09314

В конструкцію автобуса були внесені понад 25 змін, що стосуються експлуатаційних характеристик, а також інтер'єру та екстер'єру. Відбулись зміни і у технології виготовлення, замінені комплектуючі та матеріали на більш сучасні та якісні.
- обшивка бочин виконується суцільним листом із оцинкованої сталі;
- змінений дизайн переднього бамперу, фарних панелей, задніх маски, скла та бампера, кришки багажника;
- змінений повітрезабір на повітряний фільтр;
- замінена конструкція правого та лівого зовнішніх дзеркал;
- встановлена алюмінієва накладка на нижню частину пройому дверцят водія;
- акумуляторні батареї та ЗІП перенесені у відсіки лівого борту;
- відсік запасного колеса закритий і з новою технологією кріплення;
- у другому правому вікні встановлена кватирка;
- збільшений об'єм вантажних відсіків до 1,95 м³;
- збільшений кут відривання кришок вантажних відсіків;
- встановлено головні фари, протитуманні фари та вказівники поворотів фірми «Hella»;
- встановлено світлодіодні задні ліхтарі;
- встановлено світлодіодні салонні світильники;
- змінена конструкція аварійно-вентиляційного люку;
- встановлена обшивка стелі з формованих скло-пластикових панелей;
- встановлена скляна перегородка водія;
- змінена конструкція кришки відсіку двигуна;
- сидіння водія встановлено з механізмом підресорування;
- покращено шумоізоляцію та корозієстійкість салону згідно з європейськими вимогами;
- збільшена плавність ходу[1][2].

### Модельний ряд А0930
- Ataman А09301 — міський автобус, додатковий опис: відсутність ABS, ємність паливного бака 100 л, двигун відповідає екологічним стандартам EURO-0, робочий об'єм двигуна 4,57 л;
- Ataman А09302 — міський автобус, відмінності: наявність ABS, ємність паливного бака 100 л, дизельний двигун Isuzu 4HG1-Т з турбонадувом, відповідає екологічним стандартам EURO-2, робочий об'єм двигуна 4,57 л;
- Ataman А09304 — міський автобус, відмінності: наявність ABS, ємність паливного бака 120 л, дизельний двигун Isuzu 4HK1-XS з турбонадувом, відповідає екологічним стандартам EURO-3, робочий об'єм двигуна 5,193 л, потужність 129 кВт, або 174 кінських сили, максимальна швидкість 105 км/год, витрати палива на 100 км — 13 л, механічна 6-ступенева КПП Isuzu MZZ6U;
- Ataman А09306  — міський автобус, відмінності: наявність ABS, ємність паливного бака 120 л, дизельний двигун Isuzu 4HK1-E4NC з турбонадувом, відповідає екологічним стандартам EURO-4, робочий об'єм двигуна 5,193 л, потужність 114кВт, або 154 кінських сили, максимальна швидкість 105 км/год, витрати палива на 100 км — 13 л, механічна 6-ступенева КПП Isuzu MYY6S;
- Ataman А09314 — міжміський автобус, відмінності: довжина 8180 см, колісна база 4175 см, загальна місткість 35 осіб, сидячих місць — 30, маса пустого автобуса 5,38 тон, маса заповненого — 8,3 тони, наявність ABS, ємність паливного бака 120 л, дизельний двигун Isuzu 4HK1-XS з турбонадувом, відповідає екологічним стандартам EURO-3, робочий об'єм двигуна 5,193 л, потужність 129 кВт, або 174 кінських сили, максимальна швидкість 105 км/год, витрати палива на 100 км — 13 л, механічна 6-ступенева КПП Isuzu MZZ6U;

### Модельний ряд А093Н[3]
- Ataman А093Н2 — міський автобус, відмінності: загальна місткість 52 особи, сидячих місць — 20, дизельний двигун Isuzu ISUZU 4HG1-Т, відповідає екологічним стандартам EURO-2, потужність 89 кВт, або 121 кінська сила, пристосований для перевезення людей з обмеженими можливостями;
- Ataman А093Н3 — міський автобус, відмінності: загальна місткість 52 особи, сидячих місць — 20, дизельний двигун Isuzu 4HK1-XS з турбонадувом, відповідає екологічним стандартам EURO-3, потужність 129 кВт, або 174 кінських сили, пристосований для перевезення людей з обмеженими можливостями;
- Ataman А093Н4 — міський автобус, відмінності: загальна місткість 52 особи, сидячих місць — 20, дизельний двигун Isuzu, відповідає екологічним стандартам EURO-4, потужність 148 кінських сили, пристосований для перевезення людей з обмеженими можливостями;
- Ataman А093Н6 — міський автобус, відмінності: загальна місткість 52 особи, сидячих місць — 20, дизельний двигун Isuzu, відповідає екологічним стандартам EURO-4, потужність 148 кінських сили, пристосований для перевезення людей з обмеженими можливостями.

## Використання
Модельний ряд автобуса Ataman А093 широко використовується як у міських та міжміських перевезеннях України, так і за кордоном.